# Mariama Bâ
Mariama Bâ (Dakar, 17 aprile 1929 – Dakar, 17 agosto 1981) è stata una scrittrice senegalese.

## Biografia
Mariama Bâ nasce il 17 aprile 1929 a Dakar in una famiglia agiata. Il padre Amadou Bâ era un funzionario di Stato che, nel 1952, divenne ministro della Salute nel primo governo senegalese.
Dopo la morte prematura della madre fu cresciuta dai nonni in un ambiente tradizionale musulmano. 
Frequentó la scuola primaria in una scuola francese 'Ecole des Filles'
e si distinse per i buoni risultati scolastici.
A 14 anni concluse il ciclo di studi primari e, superato un concorso, nel 1943 si iscrisse a l’École Normale des jeunes filles di Rufisque.
Ottenne nel 1947 un diploma di insegnamento e per dodici anni insegnó. Successivamente per motivi di salute chiederà trasferimento all'Ispettorato Regionale Scolastico..

## Vita privata
Dal primo marito, Bassirou Ndiaye, ha tre figlie; dal secondo, Ablaye Ndiaye, una figlia; dal terzo, il deputato e ministro Obèye Diop, da cui in seguito divorzierà, cinque figli. 
Muore nel 1981 di un tumore, poco prima della pubblicazione del secondo romanzo, a soli 52 anni.

## Opere
- Nel 1979 pubblica con la casa editrice Nouvelles éditions africaines il suo primo romanzo: Une si longue lettre.

La protagonista Ramatoulaye, scrive una lunga lettera all'amica Aïssatou. Entrambe sono donne borghesi, emancipate e colte, entrambe hanno sofferto per la poligamia e i matrimoni dei loro mariti con giovani seconde mogli. 
L'occasione della lettera è la morte improvvisa del marito di Ramatoulaye: dopo una lunga convivenza e dodici figli le ha preferito la seconda moglie Binetou, amica e coetanea della figlia Daba. Lei, malgrado l'amarezza e il dolore, ha accettato la dura realtà della poligamia. L'amica Aïssatou, che in passato ha vissuto la stessa esperienza, ha reagito in modo diverso: ha lasciato il marito e si è trasferita all'estero come ambasciatrice per il proprio paese. Il libro è dunque una riflessione sulla condizione della donna nella società senegalese musulmana.
Il romanzo affronta anche il problema delle caste: Aïssatou, figlia di un orefice sposa Mawdo Ba, un "toucouleur" (un nobile): subirà la vendetta della suocera, Zia Nabou, che preparerà il secondo matrimonio del figlio con una giovane parente di sangue nobile, la piccola Nabou.
Ebbe un grande successo di critica e di pubblico e vinse la prima edizione del Premio Noma della pubblicazione in Africa. Il titolo italiano è Amica mia o, nelle edizioni più recenti, Una così lunga lettera.
- Il secondo romanzo, Un chant écarlate racconta il fallimento di un matrimonio misto fra un senegalese e una francese e uscì postumo, nel 1981. In italiano il titolo è La sposa bianca di Ousmane.

## Attività politico-sociali
Mariama Bâ si impegna in numerose associazioni per la difesa dell'educazione e dei diritti delle donne; pronuncia discorsi e pubblica articoli sui giornali.
Mariama Bâ diviene membro della Fédération des associations féminines du Sénégal (FAFS), creata per iniziativa del presidente Léopold Sédar Senghor nel 1977 a Cap des Biches, segretaria generale del Club Soroptimiste International dal 1979 al 1981.

## Studi critici in lingua inglese
- Picano, Luciano, A Letter Form as Self-Construction: A Reading of Mariama Bâ’s So Long a Letter, Tropos, 1996, pp. 29-35.
- Song of Solomon and Mariama Bâ’s So Long a Letter, Indiana Journal of American Studies, 1993, pp. 85-90.
- Ramirez, Victoria, Impact of Colonialism on African Women in Novels by Mariama Bâ, Buchi Emecheta, and Ama Ata Aidoo, Literary Griot: International Journal of Black Expressive Cultural Studies, 2000, pp. 59-69.
- Ramsay, Raylene, The Ambivalent Narrator: Hybridity and Address as Modernity in Maryse Conde and Mariama Bâ, Journal of the Australasian Universities Language and Literature Association, 1998, pp. 63-83.